# Karl-Heinz Sander (Chorleiter)
Karl-Heinz Sander (* 28. April 1917; † 10. August 1987) war ein deutscher Chorleiter.

## Leben
Karl-Heinz Sander sang bereits im Alter von 9 Jahren im Kirchenchor der Schlosskirche Hannover. Am damaligen hannoverschen Konservatorium durchlief er eine fundierte Ausbildung in Musik und Gesang sowie am Klavier, bevor mit 20 Jahren ein erstes Engagement als Chorleiter mit mehreren Chören annahm. In rascher Folge übernahm Sander seitdem weitere Chöre.
Nach dem Zweiten Weltkrieg setzte Sander mit seiner Chorgemeinschaft insbesondere die Tradition der Arbeiterchöre fort. So dirigierte er mit Genehmigung der Britischen Militärregierung schon am 25. November 1945 während einer Kulturveranstaltung der SPD mit Kurt Schumacher im Galeriegebäude vom Großen Garten in Herrenhausen einen Chor von Arbeitersängern. Während der Feiern am 1. Mai 1946, an dem Kurt Schumacher ebenfalls in Herrenhausen sprach, dirigierte Sander auf Einladung der SPD und Gewerkschaften mehr als 1.000 Sänger aus Hannover und Umgebung auf der Veranstaltung, die als „Gesang der Tausend“ bekannt wurde.
Ab 1948 fusionierte Sander kleinere Chorgruppen zur „Chorgruppe Sander“, in der er bis zu 13 weiterhin eigenständig bleibende Chöre zu einem großen Klangkörper vereinte – ähnlich wie die von Wilfried Garbers ab 1952 angeregte Hannoversche Chorgemeinschaft. Trotz dieser Chorgemeinschaften bewahrten sich auch die von Sander geleiteten, leistungsfähigen Laienchöre ihre eigene Vereinsidentität. Anders als die professionellen Chöre Hannovers wie etwa der Bachchor Hannover oder der Knabenchor Hannover agierte Sander ähnlich wie Garbers durch „einen weniger akademischen als vielmehr chorpraktischen, auf Laienchöre zugeschnittenen didaktischen Ansatz.“ In diesem Kontext wird auch die intensive Beteiligung beider Chorleiter beim Aufbau der Landesgruppe Niedersachsen im Deutschen Allgemeinen Sängerbundes (DAS) gesehen, dem heutigen Niedersächsischen Chorverband. Beim 2. Bundessängerfest des Deutschen Allgemeinen Sängerbundes, zu dem 1954 rund 60.000 Sänger nach Hannover kamen, stellten die beiden hannoverschen Laienchorgruppen herausragende Vertreter der Landesgruppe Niedersachsen.
Zu den von Sander betreuten Chören zählt die Liedertafel Limmer, die er mehr als 38 Jahre leitete, und der rund 45 Jahre von ihm geleitete Teutonia Chor Hannover.
Am 17. September 1966 gastierte der von Sander dirigierte Eisenbahn Männerchor Hannover 1897 in Wien, wo er gemeinsam mit dem Gesangverein österreichischer Eisenbahnbeamten den ersten Teil des Konzertes mit Werken vorwiegend neuerer deutscher Chorkomponisten bestritt.
Mehrfach dirigierte Karl-Heinz Sander stets vollbesuchte Konzerte mit über 500 Sängern im Kuppelsaal der Stadthalle in Hannover. Dort wurde unter anderem der Der fliegende Holländer aufgeführt, der „Wach auf Chor“ sowie der Pilgerchor aus Richard Wagners Oper Tannhäuser und der Sängerkrieg auf Wartburg. Stets dabei, als Teil der „Chorgruppe Sander“, war auch der Männerchor der Bäckerinnung Hannover, den Sander ab 1961 und auch an dessen Jubiläum zum 100. Gründungstag im Jahr 1978 leitete.
In der Förderung und Ausbreitung des hannoverschen Laienchorwesens setzte Karl-Heinz Sander Maßstäbe. Tausenden von Hannoveranern, die unter seiner Anleitung sangen, vermittelte er „stets freundlich, aber auch kritisch“ und selbst notenunkundigen Chorneulingen die Freude am Gesang. Für seine Verdienste wurde dem Musikdirektor posthum im Oktober 1987 das Bundesverdienstkreuz am Bande verliehen.